# Premi Extraordinari de Fi de Carrera
El Premi Extraordinari de Fi de Carrera o Premi de Fi de Carrera (també anomenat Premi Extraordinari de Fi d'Estudis o Premi Extraordinari de Grau) és la major distinció oficial acadèmica concedida anualment per cada universitat d'Espanya als estudiants que han finalitzat un grau universitari o llicenciatura universitària amb millor expedient acadèmic i millor trajectòria acadèmica de l'alumne.
El Premi Extraordinari de Fi de Carrera és concedit anualment pel Consell de Govern de cada universitat (o la Junta de Govern de la Facultat, en el cas de grans universitats) espanyola per cada titulació oficial de les quals s'imparteixen en cadascun dels seus centres als estudiants que tinguin els millors expedients acadèmics.
A l'ésser un premi universitari, cada universitat aprova la seva pròpia normativa sobre la concessió del Premi Extraordinari de Fi de Carrera. Els premis extraordinaris es concediran pel Rector de la universitat a proposta del Centres, Facultats o Escoles. Els premis solen tenir una dotació econòmica, ja sigui en manera directa o de manera d'exempció de pagaments en els estudis posteriors.
Entre alumnat cèlebre que va ser guardonat per la seva universitat amb el Premi Extraordinari de Fi de Carrera per tenir el millor expedient acadèmic de la seva promoció en la universitat estan, entre altres:
- Mario Conde, concedit per la Universitat de Deusto
- Jordi Solé i Tura, concedit per la Universitat de Barcelona
- Soraya Sáenz de Santamaría, concedit per la Universitat de Valladolid
- Enrique Tierno Galván, concedit per la Universitat de Madrid
- Gustavo Villapalos Salas, concedit per la Universitat de Madrid
- José Luis Escrivá, concedit per la Universitat Complutense de Madrid
- Alberto Oliart, concedit per la Universitat de Barcelona
- Pablo Iglesias, concedit per la Universitat Complutense de Madrid
- José Ignacio Wert Ortega, concedit per la Universitat Complutense de Madrid
- Mariano Rajoy Brey, concedit per la Universitat de Santiago de Compostel·la
- Macarena Olona Choclán, concedit per la Universitat d'Alacant[9][cal citació]
- Josu Jon Imaz San Miguel, concedit per la Universitat del País Basc[10]
- Gonzalo Caballero Míguez, concedit per la Universitat de Vigo[11]